# Список умерших в 652 году

## Май
- 8 мая — Итта — святая Римско-Католической Церкви.

## Август
- 12 августа — Сегене — пятый настоятель монастыря Айона, святой католической церкви.

## Дата неизвестна или требует уточнения
- Абд ар-Рахман ибн Рабиа, военачальник Праведного халифата.
- Абдуррахман ибн Ауф — один из сподвижников пророка Мухаммеда.
- Абу Зарр аль-Гифари — один из сподвижников пророка Мухаммеда.
- Абу Суфьян ибн аль-Харис, сподвижник и двоюродный брат пророка Мухаммеда.
- Аль-Микдад ибн аль-Асвад — один из сподвижников пророка Мухаммеда.
- Йездегерд III — царь царей (шахиншах) Ирана.
- Каб аль-Ахбар, йеменский иудей, принявший ислам; один из авторитетных толкователей Корана.
- Леонтий Неаполитанский, епископ Неаполя (648/649—652/653); католический святой.
- Олимпий — Экзарх Равенны.
- Ротари — король лангобардов.